# Guy Brice Parfait Kolélas
Guy Brice Parfait Kolélas est un économiste, haut fonctionnaire et homme politique franco-congolais né le 6 août 1959 à Brazzaville (République du Congo) et mort le 22 mars 2021 à Dugny (France). 
Plusieurs fois ministre sous la présidence de Denis Sassou-Nguesso, notamment Ministre de la Pêche (2008-2009) et Ministre de la Fonction publique (2009-2015), il bascule dans l'opposition lors du référendum constitutionnel de 2015. Limogé du gouvernement à cause de son opposition à la nouvelle constitution, il devient l'un des principaux opposants au président Denis Sassou-Nguesso, et se porte candidat à l'élection présidentielle de 2016 ainsi qu'à celle de 2021.

## Biographie

### Jeunesse et études
Né à Brazzaville le 6 août 1959, il est le fils de Bernard Kolélas, ancien Premier ministre de la république du Congo et de Jacqueline Kolélas née Mounzénzé. Il est également le frère d'Euloge Landry Kolélas. 
Il commence ses études universitaires en économie à l'université Marien-Ngouabi de Brazzaville en 1983. Il part ensuite poursuivre ses études en France où il parachève sa formation d'économiste, d'abord à l'université de Besançon en 1985, puis à l'université de Mulhouse, où il obtient un DESS en économie et gestion des transports internationaux en 1987. Il obtient ensuite un doctorat en économie, option économie industrielle à l'université de Dijon en 1993.
Il donne des cours d'économie, de transports et de techniques commerciales à l'université de Dijon jusqu'à l'obtention de son doctorat, puis rentre au Congo où il devient fonctionnaire.

### Carrière politique

#### Débuts
Durant son séjour en France, il est dans un premier temps proche du Parti communiste français de 1983 à 1993, puis dans une certaine mesure du Front national, avant de basculer définitivement sur la ligne politique de son père, l'homme d'État congolais et ancien Premier ministre du Congo-Brazzaville, Bernard Kolélas, aux convictions libérales, républicaines, et humanistes.

#### Ministre et bascule dans l'opposition
De 2008 à 2009, il est ministre de la Pêche maritime et continentale chargé de l'aquaculture, puis Ministre de la Fonction publique et de la Réforme de l'État du 15 septembre 2009 au 10 août 2015. 
À partir de 2007, il est élu, puis réélu député national de la circonscription électorale du district de Kinkala (Département du Pool). 
Après avoir été en 1989 parmi les premiers militants du Mouvement congolais pour la démocratie et le développement intégral (MCDDI), il devient membre (2006-2008), puis coordonnateur du bureau exécutif national du parti de 2008 à 2012, avant d'en devenir le secrétaire général de 2012 à décembre 2015, date de son éviction de ce parti politique.
En 2015, alors qu'il est encore ministre, il s'oppose au changement de la Constitution congolaise de 2002 et à l'organisation du référendum constitutionnel de 2015 qui actait la candidature à un troisième mandat du président de la république sortant, Denis Sassou-Nguesso. Son opposition lui vaut d'être limogé du gouvernement.

#### Élection présidentielle de 2016
En 2016, il est candidat à l'élection présidentielle du scrutin anticipé du 20 mars 2016. Arrivé en deuxième position, il ne reconnaît pas la victoire de Denis Sassou-Nguesso et appelle les Congolais à contester de manière pacifique le résultat du scrutin, aux côtés de 3 autres candidats. Ils accusent en effet Denis Sassou-Nguesso d'avoir planifié et organisé une vaste campagne de tricherie électorale visant à se faire réélire dès le premier tour.
Avant de fonder son propre parti politique, l'Union des Démocrates Humanistes-YUKI (UDH-YUKI) en 2016, qui devient par la suite le principal parti politique d'opposition en République du Congo ; Guy Brice Parfait Kolélas est en 2015 l'un des fondateurs et jusqu'en 2016 vice-président de la plateforme d'opposition dénommée l'Initiative pour la démocratie au Congo (IDC). 
De 2007 à 2021, il est secrétaire permanent de la Conférence des Démocrates Humanistes Africains (CODEHA). De 2017 à 2021, il est le président national de l'UDH-YUKI. En 2018, il fait son entrée comme membre au sein de l'opposition républicaine. 
Sur le plan international, il a été président de la Commission Régionale des Pêches de Golfe de Guinée (en abrégé COREP) de 2008 à 2009. Puis, président de la Commission Technique Spécialisée no 8 de l'Union africaine chargée des Services Publics, Urbanisme (en abrégé CTS no 8) de 2013 à 2015. Il est depuis 2019, pour un mandat de deux ans, vice-président du Réseau Libéral Africain, zone Afrique centrale.

#### Élection présidentielle de 2021 et décès
Le 1er février 2021, Guy Brice Parfait Kolélas est investi candidat à l'élection présidentielle par son parti, l'Union des démocrates humanistes-YUKI (UDH-YUKI).
Le 19 mars, à quelques jours de la présidentielle, il est diagnostiqué positif au Covid-19 et hospitalisé. Le 20 mars, son épouse Nathalie Kolélas obtient l'autorisation du président Denis Sassou-Nguesso d'évacuer sanitairement son mari à Paris, ce dernier détenant la nationalité française. Le 21 mars, jour du vote, il est évacué par avion médicalisé en France.  Son décès est constaté entre 1h et 2h du matin dans l'avion, qui atterrit à l'aéroport de Paris-Le Bourget,,. Le 23 mars, les résultats de l'autopsie, effectuée par l'Institut médico-légal de Paris, confirment sa contamination au SARS-CoV-2, ainsi que sa mort par insuffisance cardio-respiratoire due à une pneumopathie diffuse sévère.
Ces résultats sont cependant contestés par une partie de la population congolaise, qui estime qu'il aurait été empoisonné par le régime. Une partie de sa famille conteste également ces résultats et demande une seconde autopsie, ce qui repousse la date d'inhumation du corps, conservé à l'Institut médico-légal de Paris. Sa veuve Nathalie Kolélas, souhaitant que son mari soit inhumé, assigne alors cette partie de la famille en référé devant le tribunal de Bobigny, qui autorise finalement l'inhumation du défunt le 14 janvier 2022,.  
Guy Brice Parfait Kolélas est inhumé le 21 janvier 2022 au cimetière du Bourget, 10 mois après sa mort.